# Božidar Novak
Božidar Novak, slovenski podjetnik, pisatelj in publicist. * 1965.

## Življenjepis
Po končani  II. gimnaziji Maribor, je leta 1984 pridobil certifikat vojaškega padalca diverzanta, v Padalsko diverzantski četi 63. padalske brigade v Nišu. Med slovensko osamosvojitveno vojno je vodil tuje dopisnike Henrya Kamma iz New York Timesa, Martina Bella iz BBCja in ostale po vojni fronti med Mariborom in hrvaško mejo. To je opisal v svoji  knjigi zbranih esejev Prestolnica.
1989 je zaključil višješolski študijski program na Visoki ekonomsko-komercialni šoli Univerze v Mariboru.  Na Harvard Business School na Univerzi Harvard je pridobil certifikat programa za predsednike in lastnike , ki ga je nostrificiral na fakulteti Doba in zato tam po skrajšanem programu pridobil naziv diplomiran marketingar.  Njegovo knjigo Prestolnica (Capital) je Harvard uvrstil na seznam knjig diplomantov Harvarda . Izobraževal se je še na specialističnih programih v Washingtonu, New Yorku in Los Angelesu. Od 1999 do 2019 je predaval na London School of Public Relations.  

## Poslovno delovanje
kvarja se s strateškim svetovanjem, javnimi zadevami, kriznim komuniciranjem in odnosi z javnostmi.
Bil je vodja in svetovalec osmih volilnih kampanj doma in v tujini, kakor tudi urednik in ustanovitelj nekaj mladinskih in študentskih medijev. V letih 1987, 1988 in 1989 je bil predsednik Študentske organizacije v Mariboru. Leta 1988, v času velikih družbenih sprememb , so mu kot odgovorni osebi za študentski časopis Katedra sodili v Beogradu. Leta 1988 je kot predsednik mariborskih študentov predlagal za predsednika ZSMS - opozicijskega vodjo Janeza Janšo, ki je bil takrat vojaškem zaporu. Leta 1990 je bil krajši čas svetovalec za volilne kampanje zadnjega predsednika jugoslovanske vlade v Beogradu, Anteja Markovića.
Je soustanovitelj desetih podjetij in inštitucij; Komunikacijsko skupino SPEM (1986), KBM Infond (16.12.1993), Radio City Maribor (1995), Mariborski radio študent (MARŠ), Interstat, Intermedius, PR Center Maribor, Medijski partner, Skladovnica kreativne industrije, Pohorske žage (2016).
Leta 1986 je ustanovil Komunikacijsko skupino SPEM, ki je vodilno slovensko podjetje za odnose z javnostmi, nagrajeno s številnimi mednarodnimi nagradami, med njimi tudi nagrado Organizacije združenih narodov v Chicagu in nagrado IPRA v Tokiu. Leta 1993 je skupaj z NKBM ustanovil vodilno vodilno družbo za upravljanje KBM Infond. Leta 2013 je prevzel vodenje podjetja Medijski partner, ki izdaja mesečnik Marketing Magazin, strokovno revijo namenjeno komunikacijski panogi. Upravlja Skladovnico kreativne industrije, ki je specializirana za zagonske projekte, kot je na primer vpis smučanja na Pohorju v register nesnovne kulturne dediščine ter zagon avtohtonih smuči pod imenom Pohorske žage.
Kot redni predavatelj Londonske šole za odnose z javnostmi, vpliva na profesionalizacijo odnosov z javnostmi v Sloveniji, na Hrvaškem, v Bosni in Hercegovini, Srbiji, Makedoniji ter na Kosovu.
Več kot deset let je bil predsednik slovenske Zbornice za odnose z javnostmi  in član upravnega odbora Mednarodne organizacije svetovalnih komunikacijskih podjetij ter ustanovni član lobističnega strokovnega združenja EPACA. Sedaj vodi Skladovnico kreativne industrije, ki upravlja podjetja in blagovne znamke. Od leta 1986 je sodeloval z več kot tisoč naročniki iz dvaindvajsetih držav, med ostalimi z  Googlom, Nokio, McDonaldsom, Coca Colo, Luko Koper, Ino, Petrolom. Revija Reporter in portal podlupo.net sta ga leta 2012, 2013 in 2017 uvrstila med sto najbolj vplivnih Slovencev. 

## Kulturno delovanje
Eseje in kolumne objavlja v Financah, Marketing magazinu, Večeru  in Delu . V osemdesetih so bile njegove pesmi objavljene v Kmečko rockodelskih novitzah alternativnem mariborskem časopisu. V gimnaziji je prejel Prešernovo nagrado za poezijo.
Iz področja upravljanja volilnih kampanj, kriznega managementa in odnosov z vplivnimi javnostmi je do sedaj napisal štiri strokovne knjige. Leta 2012 je izšla njegova 5. knjiga z naslovom Prestolnica, Zgodbe o Evropski prestolnici kulture, Harvardu in odnosih z javnostmi (2012), ki jo sestavlja 31 zgodb iz izbora lastnih izkušenj. Istega leta je izšel tudi njegov prevod izbranih pesmi Charlesa Simica.

## Osebno življenje
V prostem času se ukvarja s kolesarjenjem, kajtanjem, smučanjem in tekom na smučeh.

### Prevodi
- Charles Simic, Izbrane pesmi (2012) (COBISS)